# Амикл (сын Лакедемона)
Амикл (др.-греч. Ἀμύκλας, Amúklas, лат. Amyclas) — персонаж древнегреческой мифологии. Сын Лакедемона и Спарты. Муж Диомеды. Отец Кинорта, Гиацинта и Леаниры по одной родословной. Основал город Амиклы. По другой родословной, сыновья Аргал и Гиацинт. По другой версии, отец Дафны. По версии, именуется возлюбленным Аполлона.